# Conchocarpus longipes
Conchocarpus longipes är en vinruteväxtart som beskrevs av J. A. Kallunki. Conchocarpus longipes ingår i släktet Conchocarpus och familjen vinruteväxter. Inga underarter finns listade i Catalogue of Life.